# Кыдыр Мамбетулы
Кыдыр Мамбетулы (каз. Қыдыр Мәмбетұлы, до 1993 г. - Казыгурт) — аул в Казыгуртском районе Туркестанской области Казахстана. Входит в состав Рабатского сельского округа. Код КАТО — 514049600.

## Население
В 1999 году население аула составляло 1260 человек (631 мужчина и 629 женщин). По данным переписи 2009 года, в ауле проживали 1343 человека (693 мужчины и 650 женщин).